# Alexander Holzhammer
Alexander Holzhammer (* 29. Mai 1985 in Leverkusen) ist ein ehemaliger deutscher E-Sportler.

## Karriere
Alexander Holzhammer, auch bekannt als gamerno1, ist einer der bekanntesten deutschen FIFA-Spieler. Im Jahr 2001 ist Holzhammer dem Clan Fifa Elite School beigetreten. Kurz vor der deutschen World Cyber Games Qualifikation wechselte er zu proGaming und gewann die Qualifikation. Nachdem er in Südkorea auf den WCG relativ wenig Erfolg hatte, konnte er im nächsten Jahr erneut die deutsche World Cyber Games Qualifikation gewinnen. In Südkorea konnte er dann zusammen mit Serhat Sirin im Nationen Wettbewerb die Goldmedaille holen. In der Einzelwertung belegte Holzhammer Platz 5. Dies machte ihn auch international bekannt. Nachdem er 2003 die World Cyber Games mit Platz 4 knapp verpasst hatte, wurde er trotzdem zusammen mit den Schellhase Zwillingen nach China eingeladen, um beim OPTISP FIFA Champions Cup Deutschland zu vertreten. Auch national konnte Alexander Holzhammer mit proGaming Erfolge einfahren, gewann im Juni 2003 die EPS Season IV und wurde in EPS Season III und V Zweiter. Bei der Qualifikation zu den World Cyber Games 2004 konnte Alexander Holzhammer Zweiter werden und belegte im Finale in San Francisco wieder Rang 5.
Nachdem sich große Teile des FIFA-Squad von proGaming auflösten, gründete Holzhammer mit einigen Spielern von proGaming und SK Gaming das FIFA Team von Alternate aTTaX im Dezember 2004. Mit aTTax wurde er in der EPS Season VI im Juni 2005 erneut Zweiter. Bei der ESL European Nations Championship konnte er zusammen mit der deutschen Nationalmannschaft Europameister werden. Nachdem er mit FIFA 06 die EA Sports Fifacon und die EA Sports Starclub Challenge gewinnen konnte, sowie bei der Qualifikation für den Fifa Interactive Worldcup 2006 Zweiter wurde, nahm ihn im August 2006 Arcor für ihr Team Arcor Electric Eleven unter Vertrag. Mit Arcor Electric Eleven nahm Holzhammer an der World League eSport Bundesliga teil. Für Arcor war er zudem in einer Werbekampagne präsent. Nach zwei dritten Plätzen in den Jahren 2006 und 2007 konnte er 2008 den deutschen Meistertitel in der eSport Bundesliga in Berlin erreichen.
2009 beendete er seine eSport Karriere.

## Erfolge
National: 
- WCG Germany Qualifikation 2001 – Platz 1 (Weimar)
- WCG Germany Qualifikation 2002 – Platz 1 (Leipzig)
- WCG Germany Qualifikation 2003 – Platz 4 (Leipzig)
- WCG Germany Qualifikation 2004 – Platz 2 (Düsseldorf)
- EPS Season III 2003 – Platz 2 (Köln)
- EPS Season IV 2004 – Platz 1 (Köln)
- EPS Season V 2004 – Platz 2 (Köln)
- EPS Season VI 2005 – Platz 2 (Köln)
- EPS Season VIII 2006 – Platz 3 (Köln)
- NGL Finals Season 2003 – Platz 4 (Berlin)
- Gigaliga Grandslam Season III 2004 – Platz 3 (Düsseldorf)
- EA SPORTS VDFL Deutsche Meisterschaft 2002 – Platz 1 (Online)
- EA SPORTS FIFACON 2006 – Platz 1 (Düsseldorf)
- EA SPORTS Star Club Challenge 2006 – Platz 1 (Online)
- EA SPORTS World Challenge 2006 – Platz 3 (Online)
- EA SPORTS FIFA Interactive Worldcup Germany Qualifier 2006 – Platz 2 (Köln)
- ESBL Preseason – Platz 4 (Online)
- ESBL Season I – Platz 3 (Berlin)
- eSport Bundesliga Saison 2007 – Platz 3 (Berlin)
- eSport Bundesliga Saison 2008 – Platz 1 (Berlin)

International
- WCG Finals 2001 – Platz 7 (Seoul, Südkorea)
- WCG Finals 2002 – Platz 7 (Taejon, Südkorea)
- WCG Finals 2002 – Nations Cup – Platz 1 (Taejon, Südkorea)
- WCG Finals 2004 – Platz 5 (San Francisco, USA)
- Optisp Fifa Champions Contest 2004 – Platz 1 (Peking, China)
- ESL European Nations Cup Season II 2005 – Platz 1 (Leipzig)
- ESL European Nations Cup Season III 2006 – Platz 1 (Leipzig)
- ASUS World Gamemaster Tournament 2006 – Platz 2 (Valencia, Spanien)
- ESL Champions League Season I – Platz 3 (Online)

| Personendaten    | Personendaten                                               |
| ---------------- | ----------------------------------------------------------- |
| NAME             | Holzhammer, Alexander                                       |
| KURZBESCHREIBUNG | deutscher E-Sportler                                        |
| GEBURTSDATUM     | 29. Mai 1985                                                |
| GEBURTSORT       | Leverkusen, Nordrhein-Westfalen, Bundesrepublik Deutschland |